# Cristian García (futbolista)
Cristian Gonzalo García (San José de la Dormida; 13 de abril de 1974) es un exfutbolista argentino que se desempeñaba como defensa, se formó y debutó como profesional en el Club Atlético Talleres de Córdoba. Luego de su retiro del fútbol profesional se dedicó a ser inmobiliario en Totoral y cantante de folklore.

## Trayectoria

### Talleres
García se formó como futbolista profesional en Talleres de Córdoba, debutó en la Primera B Nacional en el año 1995. Formó parte de la historia grande de Talleres integrando el planteles que fue campeón en la final de la Copa Conmebol en 1999.

## Clubes
| Club              | País      | Año         |
| ----------------- | --------- | ----------- |
| Talleres          | Argentina | 1995 - 1997 |
| Independiente     | Argentina | 1997 - 1998 |
| Talleres          | Argentina | 1998 - 2000 |
| Toros Neza        | México    | 2000        |
| América de Cali   | Colombia  | 2001        |
| Argentinos Jrs.   | Argentina | 2001 - 2002 |
| Nueva Chicago     | Argentina | 2002 - 2003 |
| Quilmes AC        | Argentina | 2003 - 2004 |
| Talleres          | Argentina | 2005        |
| Nueva Chicago     | Argentina | 2006        |
| Jorge Wilstermann | Bolivia   | 2006        |
| Alumni            | Argentina | 2007 - 2008 |
| Club Tiro Federal | Argentina | 2008 - 2009 |

## Palmarés
Cristian García ganó los siguientes palmarés como futbolista:
| Título             | Club                | País      | Año  |
| ------------------ | ------------------- | --------- | ---- |
| Copa Conmebol      | Talleres de Córdoba | Argentina | 1999 |
| Primera B Nacional | Nueva Chicago       | Argentina | 2006 |